# 大慈寺 (盛岡市)
大慈寺（だいじじ）は、岩手県盛岡市大慈寺町に所在する黄檗宗寺院。山号は福聚山。本尊は如意輪観音。盛岡藩主南部行信の娘・光源院や第19代首相原敬の墓所。盛岡観音三十三箇所第6番札所で盛岡三十三観音の第6番である十一面観音を祀る。開基は徳真道空。京都萬福寺の末寺。

## 歴史
寛文13年（1673年）に徳真道空を開基として創建。｢内略史｣の『寺社修験本末支配之記』では万福寺末で寺領63石余とある。
盛岡藩4代目藩主・南部行信の娘である光源院が黄檗宗に帰依し、遺言により当寺に埋葬される。また、原敬元首相も当寺に埋葬される。
境内の清水は大慈清水と呼ばれ、木管で鉈屋町中ほどに引かれて町民の生活用水に利用された。

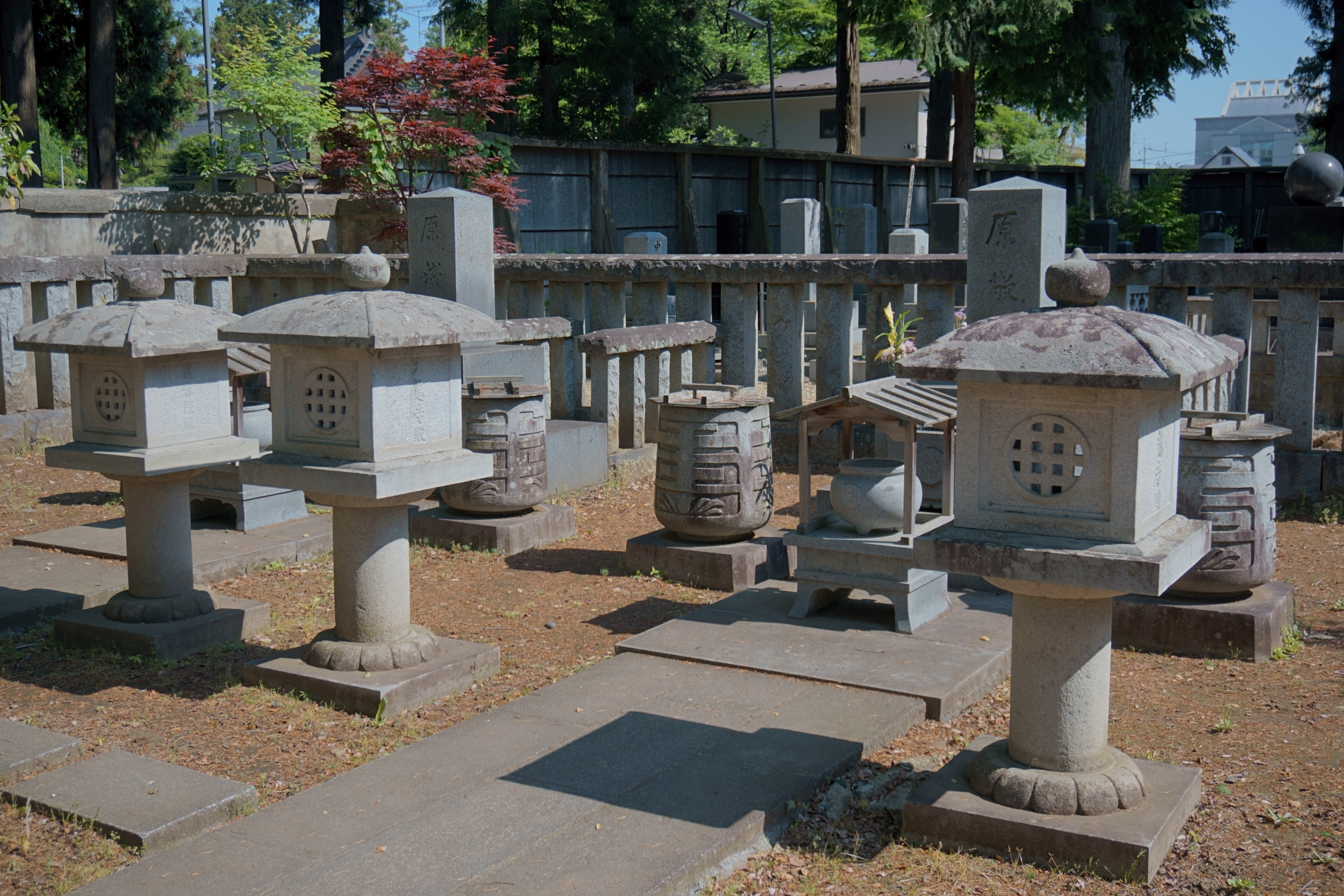
境内にある原敬の墓。妻・淺子の墓が隣に並ぶ。

## 交通アクセス
- JR・IGR : 盛岡駅東口より岩手県交通バス利用
  - 5番のりばより｢218・407・412・420｣
  - 10番のりばより｢219｣
  - 13番のりばより｢501・502・503・504｣
  - 14番のりばより｢507・508・513・514・602・604・618｣
    - 以上の系統に乗車し、｢南大通一丁目｣下車。徒歩5分。
    - なお、最寄りの停留所は｢大慈寺口｣であるが、｢220　青山町線｣のみ停車する停留所であり、上記のこれらの系統も通るが、停車しない。

## 周辺
- 盛岡八幡宮  — 八幡町13丁目1